# Симфония № 4 (Вайнберг)
Симфония № 4 ля минор ор. 61 Моисея Вайнберга написана в 1957 году.
В первой редакции сочинения каждая из четырёх частей имела название — Токката, Интермеццо, Серенада, Рондо. Произведение построено по классической четырёхчастной модели. Первая часть — сонатное аллегро. Вторая начинается в ритме вальса, затем появляются драматические интонации и пародийные маршевые ритмы. Третья часть — лирический центр симфонии (вторая тема, исполняемая солирующим кларнетом, имитирует еврейский наигрыш). Плясовой финал симфонии обнаруживает некоторое влияние традиций неофольклоризма.
Вторая редакция симфонии создана в 1961 году. В числе прочего композитор убрал названия частей.

## Структура
1. Allegro (~8 min.)
2. Allegretto (~6 min.)
3. Adagio — Andantino (~9 min.)
4. Vivace (~7 min.)

Общее время звучания — ~30 минут.

## Исполнения и записи
Премьера Четвёртой симфонии состоялась в Москве 16 октября 1962 года. Симфоническим оркестром Московской государственной филармонии дирижировал Кирилл Кондрашин.
Симфония была записана под управлением Кирилла Кондрашина, Габриэля Хмуры.